# Prima Categoria Abruzzo 1961-1962
Il campionato di calcio di Prima Categoria 1961-1962 è stato il V livello del campionato italiano. A carattere regionale, fu il terzo campionato dilettantistico con questo nome dopo la riforma voluta da Zauli del 1958.
Questi sono i gironi organizzati dal Comitato Regionale Abruzzese per la regione Abruzzo.

## Stagione
In questi campionati le squadre molisane sono aggregate al Comitato Regionale Campano.
A causa delle notevoli distanze chilometriche al Termoli fu concessa la partecipazione ai campionati gestiti dal Comitato Regionale Abruzzese.

## Girone A

### Squadre partecipanti
| Squadra                | Città (provincia)             | Stagione precedente |
| ---------------------- | ----------------------------- | ------------------- |
| S.P. Atri              | Atri (TE)                     |                     |
| A.S. Città Sant'Angelo | Città Sant'Angelo (PE)        |                     |
| S.S. Francavilla       | Francavilla al Mare (CH)      |                     |
| A.S. Guardiagrele      | Guardiagrele (CH)             |                     |
| A.S. Miglianico        | Miglianico (CH)               |                     |
| A.S. Mosciano          | Mosciano Sant'Angelo (TE)     |                     |
| F.C. Nereto            | Nereto (TE)                   |                     |
| G.S. Nino Mezzanotte   | Pescara                       |                     |
| A.S. Penne             | Penne (PE)                    |                     |
| U.S. Pro Lanciano      | Lanciano (CH)                 |                     |
| S.P. Rosetana          | Roseto degli Abruzzi (TE)     |                     |
| A.S. Santegidiese      | Sant'Egidio alla Vibrata (TE) |                     |
| U.S. Termoli           | Termoli (CB)                  |                     |

### Classifica finale
|  | Pos. | Squadra           | Pt | G  | V | N | P | GF | GS | DR |
|  | ---- | ----------------- | -- | -- | - | - | - | -- | -- | -- |
|  | 1.   | Nino Mezzanotte   | 39 | 24 |   |   |   |    |    |    |
|  | 2.   | Termoli           | 37 | 24 |   |   |   |    |    |    |
|  | 3.   | Pro Lanciano      | 36 | 24 |   |   |   |    |    |    |
|  | 4.   | Rosetana          | 31 | 24 |   |   |   |    |    |    |
|  | 5.   | Francavilla       | 27 | 24 |   |   |   |    |    |    |
|  | 6.   | Città Sant'Angelo | 26 | 24 |   |   |   |    |    |    |
|  | 7.   | Atri              | 24 | 24 |   |   |   |    |    |    |
|  | 8.   | Santegidiese      | 20 | 24 |   |   |   |    |    |    |
|  | 9.   | Mosciano          | 18 | 24 |   |   |   |    |    |    |
|  | 10.  | Penne             | 16 | 24 |   |   |   |    |    |    |
|  | 11.  | Guardiagrele (-1) | 16 | 24 |   |   |   |    |    |    |
|  | 12.  | Nereto            | 12 | 24 |   |   |   |    |    |    |
|  | 13.  | Miglianico        | 9  | 24 |   |   |   |    |    |    |

Legenda:
      Ammesso alle finali regionali.
      Retrocesso in Prima Divisione.
Regolamento:
Due punti a vittoria, uno a pareggio, zero a sconfitta.
Pari merito in caso di pari punti e spareggi in caso di pari punti in zona promozione e retrocessione.
Note:
Guardiagrele ha scontato 1 punto di penalizzazione in classifica per una rinuncia.

## Girone B

### Squadre partecipanti
| Squadra                  | Città (provincia)              | Stagione precedente |
| ------------------------ | ------------------------------ | ------------------- |
| A.S. Angizia             | Luco dei Marsi (AQ)            |                     |
| A.S. Aquilotti           | Avezzano (AQ)                  |                     |
| U.S. Chieti Scalo        | Chieti Scalo (CH)              |                     |
| S.S. Fucense             | Trasacco (AQ)                  |                     |
| U.S. Nike Onarmo         | Chieti                         |                     |
| Pol. Oratoriana          | L'Aquila (AQ)                  |                     |
| A.C. Popoli              | Popoli (PE)                    |                     |
| A.C. Scafa               | Scafa (PE)                     |                     |
| S.S. Torrese             | Torre de' Passeri (PE)         |                     |
| S.S. Virtus Piano d'Orta | Piano d'Orta di Bolognano (PE) |                     |
| ?                        | ?                              |                     |
| ?                        | ?                              |                     |
| ?                        | ?                              |                     |

### Classifica finale
|  | Pos. | Squadra | Pt | G  | V | N | P | GF | GS | DR |
|  | ---- | ------- | -- | -- | - | - | - | -- | -- | -- |
|  | 1.   | Torrese | ?? | 24 |   |   |   |    |    |    |
|  | 2.   | ???     | ?? | 24 |   |   |   |    |    |    |
|  | 3.   | ???     | ?? | 24 |   |   |   |    |    |    |
|  | 4.   | ???     | ?? | 24 |   |   |   |    |    |    |
|  | 5.   | ???     | ?? | 24 |   |   |   |    |    |    |
|  | 6.   | ???     | ?? | 24 |   |   |   |    |    |    |
|  | 7.   | ???     | ?? | 24 |   |   |   |    |    |    |
|  | 8.   | ???     | ?? | 24 |   |   |   |    |    |    |
|  | 9.   | ???     | ?? | 24 |   |   |   |    |    |    |
|  | 10.  | ???     | ?? | 24 |   |   |   |    |    |    |
|  | 11.  | ???     | ?? | 24 |   |   |   |    |    |    |
|  | 12.  | ???     | ?? | 24 |   |   |   |    |    |    |
|  | 13.  | ???     | ?? | 24 |   |   |   |    |    |    |

Legenda:
      Ammesso alle finali regionali.
      Retrocesso in Prima Divisione.
Regolamento:
Due punti a vittoria, uno a pareggio, zero a sconfitta.
Pari merito in caso di pari punti.

## Finali regionali
|                    | Risultato |                    | Luogo e data                |
| ------------------ | --------- | ------------------ | --------------------------- |
| Mezzanotte Pescara | 0 - 1     | Torrese            | Pescara, ? ? 1962           |
|                    |           |                    |                             |
| Torrese            | 1 - 0     | Mezzanotte Pescara | Torre de' Passeri, ? ? 1962 |
|                    |           |                    |                             |

- La Torrese è promossa in Serie D, ma rinuncia alla promozione.